# Memoriał Łukasza Romanka 2007
Memoriał im. Łukasza Romanka 2007 – pierwszy turniej żużlowy poświęcony pamięci tragicznie zmarłego żużlowca Łukasza Romanka, rozegrany w Rybniku w dniu 23 września 2007 roku. Zawody sędziował Marek Wojaczek, widzów: ok. 4500.

## Wyniki końcowe
```
 1. 
 
Andreas Jonsson
       Polonia Bydgoszcz        – 15 (3,3,3,3,3)
 2. 
 
Piotr Protasiewicz
    ZKŻ Zielona Góra         – 14 (3,3,2,3,3)
 3. 
 
Rafał Dobrucki
        Stal Rzeszów             – 11 (3,2,0,3,3)
 4. 
 
Rafał Okoniewski
      Polonia Bydgoszcz        – 10 (3,3,1,2,1)
 5. 
 
Adrian Miedziński
     Unibax Toruń             – 10 (2,1,1,3,3)
 6. 
 
Matej Ferjan
          Stal Gorzów              –  9 (1,2,3,1,2)
 7. 
 
Sebastian Ułamek
      Włókniarz Częstochowa    –  8 (2,3,2,1,0)
 8. 
 
Janusz Kołodziej
      Unia Tarnów              –  7 (2,1,0,2,2)
 9. 
 
Maciej Kuciapa
        Stal Rzeszów             –  6 (0,2,3,0,1)
10. 
 
Daniel Jeleniewski
    TŻ Lublin                –  6 (d,1,3,t,2)
11. 
 
Grzegorz Walasek
      ZkŻ Zielona Góra         –  6 (1,0,2,2,1)
12. 
 
Tomasz Jędrzejak
      WTS Wrocław              –  6 (2,d,1,1,2)
13. 
 
Aleš Dryml
            Unibax Toruń             –  4 (1,0,2,1,0)
14. 
 
Lukáš Dryml
           Włókniarz Czestochowa    –  3 (0,2,1,0,0)
15. 
 
Rafał Szombierski
     RKM Rybnik               –  3 (0,u,0,2,1)
16. 
 
Andrij Karpow
         Wybrzeże Gdańsk          –  2 (1,1,0,0,0)
```

## Bieg po biegu
1. (68.37) Dobrucki, Jędrzejak, Ferjan, Szombierski
2. (67.66) Protasiewicz, Ułamek, A.Dryml, Kuciapa
3. (68.63) Okoniewski, Miedziński, Karpow, Jeleniewski (d1)
4. (67.50) Jonsson, Kołodziej, Walasek, L.Dryml
5. (66.90) Ułamek, L.Dryml, Miedziński, Szombierski
6. (67.01) Jonsson, Kuciapa, Karpow, Jędrzejak
7. (67.48) Okoniewski, Dobrucki, Kołodziej, A.Dryml
8. (67.47) Protasiewicz, Ferjan, Jeleniewski, Walasek
9. (67.09) Kuciapa, Walasek, Okoniewski, Szombierski
10. (66.93) Jeleniewski, Ułamek, Jędrzejak, Kołodziej
11. (66.66) Jonsson, Protasiewicz, Miedziński, Dobrucki
12. (68.11) Ferjan, A.Dryml. L.Dryml, Karpow
13. (67.50) Jonsson, Szombierski, A.Dryml, Jeleniewski(t)
14. (67.45) Protasiewicz, Okoniewski, Jędrzejak, L.Dryml
15. (67.71) Dobrucki, Walasek, Ułamek, Karpow
16. (68.06) Miedziński, Kołodziej, Ferjan, Kuciapa
17. (68.15) Protasiewicz, Kołodziej, Szombierski, Karpow
18. (68.80) Miedziński, Jędrzejak, Walasek, A.Dryml
19. (68.24) Dobrucki, Jeleniewski, Kuciapa, L.Dryml
20. (67.03) Jonsson, Ferjan, Okoniewski, Ułamek